# Konica FS-1
Die Konica FS-1 ist eine im Jahr 1979 von Konica vorgestellte Spiegelreflexkamera und war die weltweit erste SLR-Kamera mit einem eingebauten Mikromotor für den Filmtransport. 1983 wurde das weiterentwickelte Nachfolgemodell FT-1 vorgestellt.
Von der FS-1 wurden zwei Modelle ohne motorischen Filmtransport abgeleitet: 1980 die FC-1, die wie die FS-1 eine Blendenautomatik hatte,  und 1981 die FP-1, die über Programmautomatik verfügte. Diese wurden wie die FS-1 nur mit schwarzem Gehäuseoberteilen hergestellt. Erst die FT-1 war auch wie einige frühere Autoreflex-Modelle mit verchromtem Oberteil erhältlich.
Die FC-1 und die FP-1 konnten mit dem Auto Winder F aufgerüstet werden.

## Technische Merkmale
Die technische Entwicklung bei den Spiegelreflexkameras erfuhr Ende der 1970er-Jahre neue Impulse und auch die Konica FS-1 bot gegenüber ihrer Vorgängerin, der Autoreflex T4, einige Neuerungen wie den bereits genannten eingebauten motorischen Filmtransport, einen elektronisch geregelten Verschluss, automatischen Filmeinzug Autoload und die ebenfalls neue Steuerung eines Blitzes direkt durch die Kamera. Der eingebaute kernlose und effiziente Mikromotor ermöglichte auch den automatischen Filmeinzug. Allerdings verzichtete Konica mit der FS-1 die bisher vorhandene Merkmale, so dass der Kamera eine Abblendtaste fehlt, und es sind auch keine Mehrfachbelichtungen möglich. Die Okularabdeckung (für Langzeitbelichtungen oder Aufnahmen mit Selbstauslöser) war in den Kameragurt integriert.
An das AR-Bajonett der FS-1 können alle Konica Hexanon-Objektive ab 1965 (Einführung des AR-Bajonetts) montiert werden. Für ältere F-Bajonett-Objektive gab es Adapterringe. Vorgestellt wurde die FS-1 zusammen mit einem flachen 40mm/f1,8-Objektiv (Pancake), das sich einen hervorragenden Ruf erwarb. Es hat sechs Linsen und wiegt lediglich 140g.
Die Steuerung der Belichtung der FS-1 erfolgt entweder manuell durch Vorwahl der Blende am Objektiv und der Belichtungszeit am Einstellrad oben rechts neben dem Sucherprisma oder per Blendenautomatik. Hierzu wird am Objektiv der Blendenring auf AE gestellt und die Belichtungszeit so gewählt, dass die LED-Anzeige des Belichtungsmessers im Sucher im Bereich der für das jeweils verwendete Objektiv zulässigen Blendenwerte steht.
Der Sucher verfügt über ein Mikroprisma und einen Schnittbildindikator zur Schärfebestimmung. Die Empfindlichkeit eines eingelegten Films muss manuell im Bereich von ISO 100 bis 3200 eingestellt werden.
Bei Verwendung des Konica-Systemblitzes X-24 stellt sich die Kamera automatisch auf eine Belichtungszeit (Blitzsynchronzeit) von 1/100 s ein und die Blende wird entsprechend der Einstellung am Blitz (5.6 oder 11) gewählt. Alle anderen Blitze müssen mit 1/60 s synchronisiert und komplett manuell eingestellt werden.

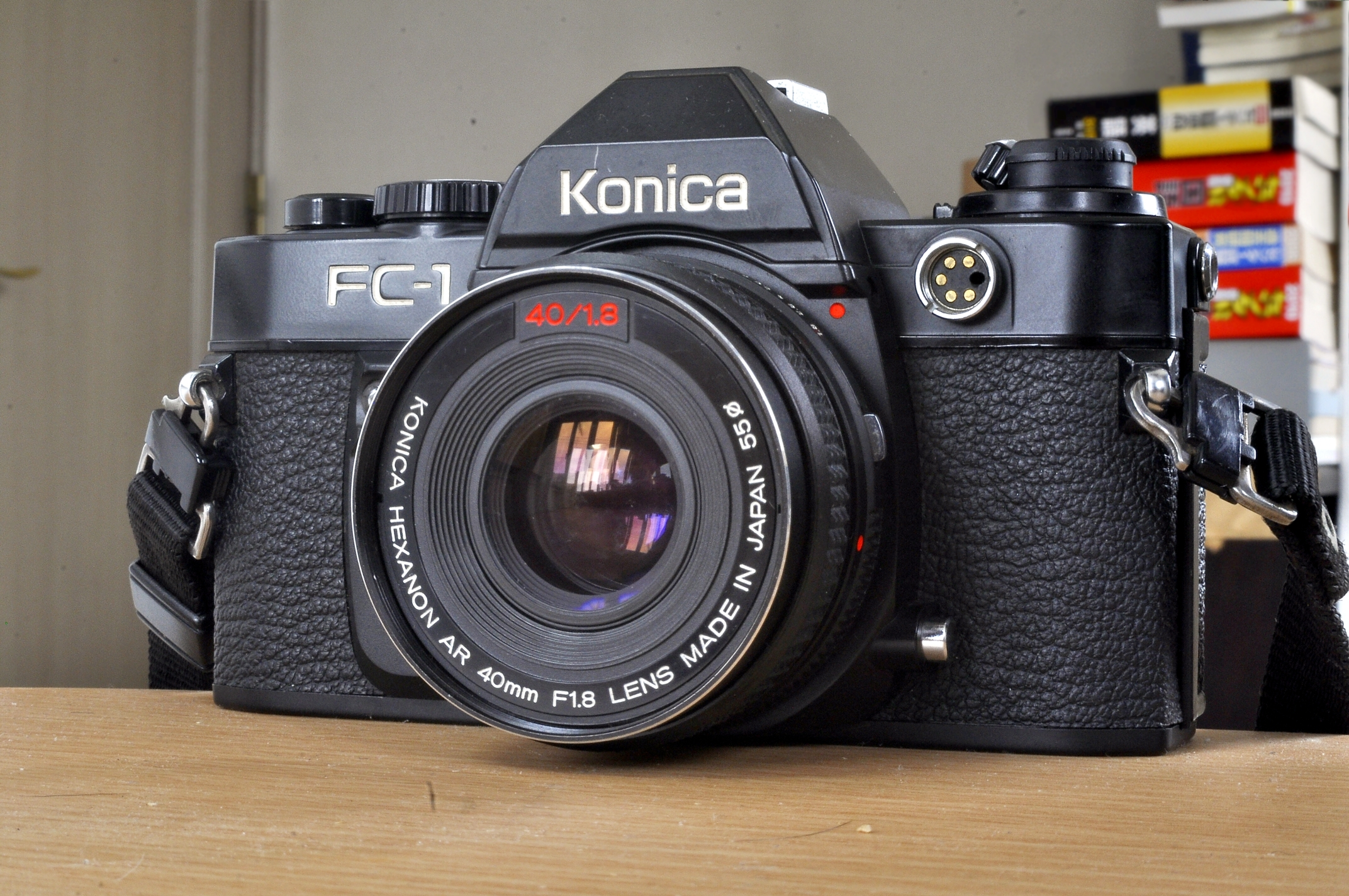
Die abgeleitete FC-1 ohne motorischen Filmtransport
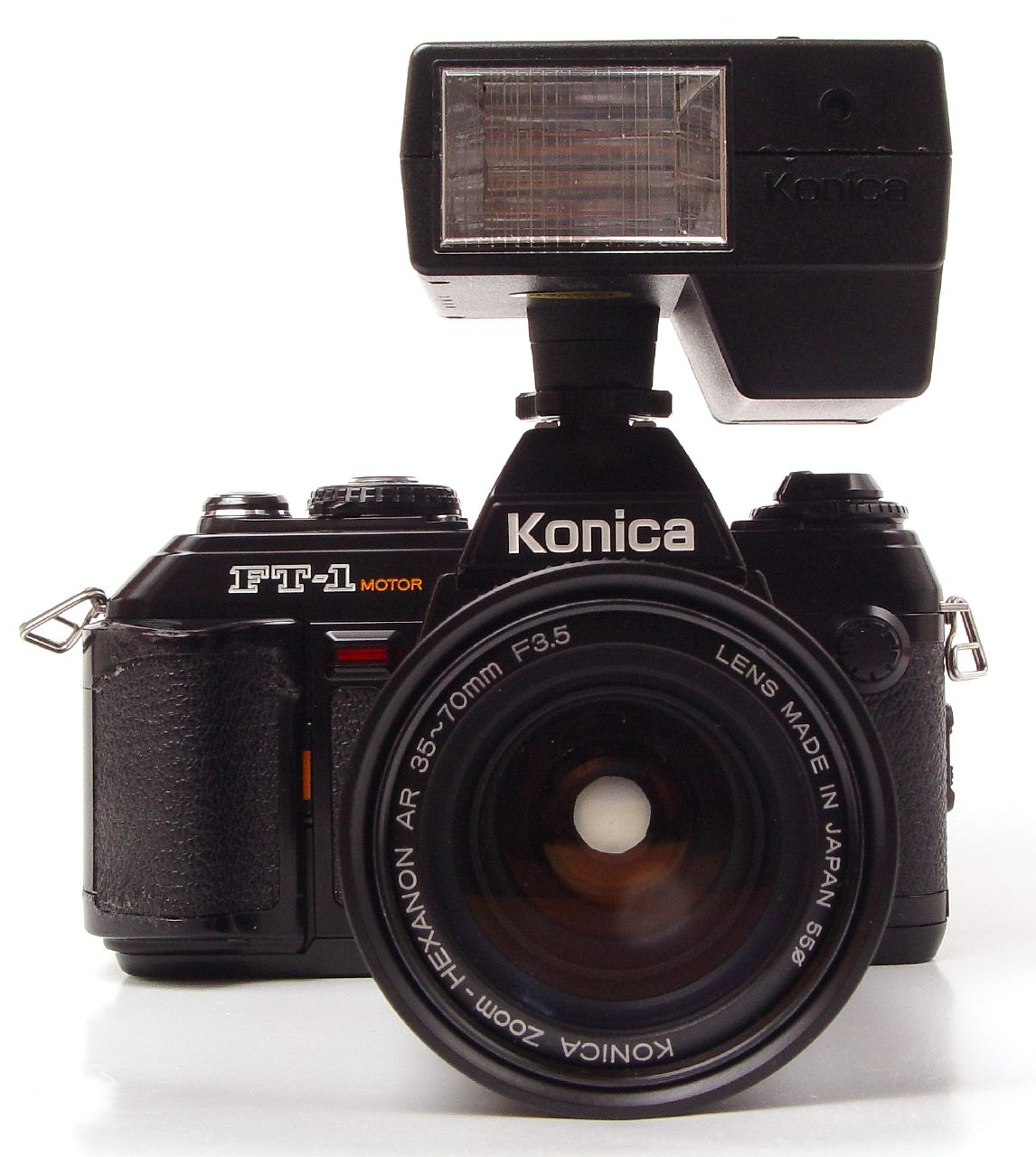
Der Konica-Systemblitz X-24 auf der FS-1-Nachfolgekamera FT-1

## Zubehör
Von Konica selbst angebotenes Zubehör für die FS-1 umfasste unter anderem Fernauslöser in verschiedenen Kabellängen oder drahtlos, die wegen des neuen elektronischen Verschlusses an den ebenfalls neuen Systemanschluss vorne angeschraubt wurden, einen Winkelsucher und Bereitschaftstaschen im neuen Design.

## Hinweise
Mit dem Einzug von Motorantrieben und elektronischen Steuerungen in die Kameras wurden Akkus als wiederverwendbarer Ersatz für die bisher üblichen Batterien immer beliebter. Die FS-1 reagiert sehr empfindlich auf die niedrigeren Spannungen von Akkus und sollte immer mit Batterien betrieben werden, da sonst die Elektronik Schaden nehmen kann.